# Chronique d'une mort annoncée (film)
Pour le roman initial, voir Chronique d'une mort annoncée.
Pour plus de détails, voir Fiche technique et Distribution.
Chronique d'une mort annoncée (Cronaca di una morte annunciata) est un   film franco-italo-colombien réalisé par Francesco Rosi, sorti en 1987. C'est une adaptation du roman Chronique d'une mort annoncée de Gabriel García Márquez.

## Synopsis
Le docteur colombien Cristo Bedoya se souvient de sa jeunesse, où son ami d'alors Santiago Nasar s'était fait assassiner à coups de couteau par les frères Vicario pour venger l'honneur de leur sœur Angela, répudiée après sa nuit de noces par son mari Bayardo San Roman parce qu'elle avait perdu sa virginité et qui, sous la pression, avait lâché le nom de cet ami.

## Fiche technique
- Titre : Chronique d'une mort annoncée
- Titre original : Cronaca di una morte annunciata
- Réalisation : Francesco Rosi
- Scénario : Tonino Guerra d'après le roman homonyme de Gabriel García Márquez
- Musique : Piero Piccioni
- Photographie : Pasqualino De Santis
- Montage : Ruggero Mastroianni
- Production : Yves Gasser et Francis von Buren
- Société de production : Italmedia Film, Les Films Ariane, FR3 Cinéma, Soprofilms, FOCINE et Rai 2
- Pays de production :  France -  Italie -  Colombie
- Format : Couleurs - 2,35:1 - Dolby - 35 mm
- Genre : drame
- Durée : 109 minutes
- Date de sortie : 
  - Italie/France : 8 mai 1987

## Distribution
- Rupert Everett : Bayardo San Roman
- Ornella Muti : Angela Vicario
- Gian Maria Volontè : docteur Cristo Bedoya
- Irene Papas : mère d'Angela
- Lucia Bosè : Placida Linero
- Anthony Delon : Santiago Nasar
- Alain Cuny : veuf
- Sergi Mateu : jeune Cristo Bedoya
- Silverio Blasi
- Carlos Miranda
- Rogerio Miranda
- Vicky Hernández : Clotilde Armenta
- Leonor González
- Caroline Lang : Margot
- Carolina Rosi : Flora Miguel